# Westmont (Pennsylvanie)
Pour les articles homonymes, voir Westmont (homonymie).
Westmont est un borough situé au sud-ouest du comté de Cambria, en Pennsylvanie, aux États-Unis,. En 2010, il comptait une population de 5 181 habitants. Il est incorporé le 13 juin 1892.

## Démographie
Lors du recensement de 2010, le borough comptait une population de 5 181 habitants. Elle est estimée, en 2018, à 4 750 habitants.

### Source de la traduction
- (en) Cet article est partiellement ou en totalité issu de l’article de Wikipédia en anglais intitulé « Westmont, Pennsylvania » (voir la liste des auteurs).